# École de journalisme
 (mai 2025).
Si vous disposez d'ouvrages ou d'articles de référence ou si vous connaissez des sites web de qualité traitant du thème abordé ici, merci de compléter l'article en donnant les références utiles à sa vérifiabilité et en les liant à la section « Notes et références ».

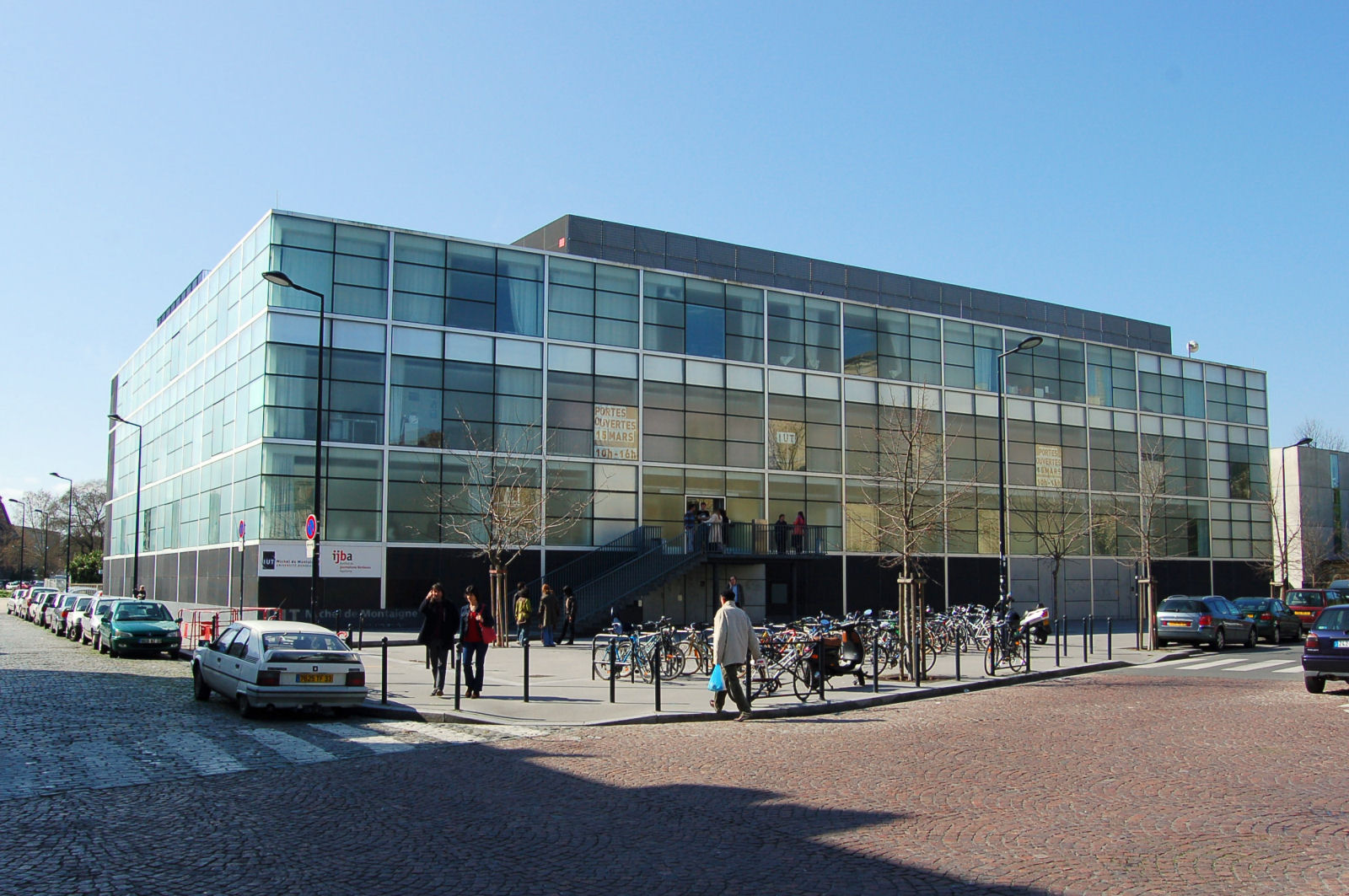
L'Institut de journalisme Bordeaux Aquitaine, dans le vieux centre de Bordeaux, près de la gare Saint-Jean.

Une école de journalisme est une école ou un département généralement rattaché à une université, qui forme des journalistes. Dans le monde anglo-saxon, l'expression « J-School » est généralement utilisée pour désigner le département universitaire de journalisme d'une université.
Dans la plupart des régions du monde, les journalistes doivent d'abord suivre une formation de niveau universitaire, qui comprend à la fois des compétences techniques telles que l'enquête, les techniques d'interview et la sténographie, et des études universitaires sur les médias, la culture et l'éthique.
En France, quatorze formations au journalisme sont reconnues par une commission paritaire rassemblant les principaux acteurs de la profession, la CPNEJ et sont réunies au sein de la Conférence des écoles de journalisme (CEJ). En Belgique, et plus précisément en Wallonie, l'Association des journalistes professionnels (AJP) est partenaire, à travers le projet Triangle, de six écoles de journalisme belges.

## Histoire
Fondée en 1908, l'École de journalisme du Missouri (Missouri School of Journalism) de l'université du Missouri à Columbia prétend au titre de première école de journalisme (l'École supérieure de journalisme de Paris, créée en 1899, n'ayant délivré de diplôme de journalisme qu'à partir de 1910).
En juillet 2013, le Congrès mondial de l'enseignement du journalisme (World Journalism Education Congress, WJEC) se réunit pour une 3e édition au Collège universitaire de Lessius, aujourd'hui l'université des sciences appliquées Thomas More de Malines, près d'Anvers, en Belgique flamande,.
En juillet 2019, la 5e édition du Congrès mondial de l'enseignement du journalisme (WJEC) est organisée à Paris, en France, par la Conférence des écoles de journalisme et l'Institut pratique du journalisme de l'université Paris Dauphine-PSL, réunissant les acteurs internationaux de la formation à la profession de journaliste, et rassemblant plus de 600 participants venus de plus de 70 pays,,. La déclaration de Paris sur la liberté d’enseignement du journalisme y a été adoptée le 10 juillet 2019 à l'Hôtel de ville de Paris, appelant à un enseignement du journalisme « libre » et « indépendant »,,,. La 7e édition du World Journalism Education Congress aura lieu en 2025 à Perth, en Australie.

## Par pays

### Afrique
En 2007, l'Organisation des Nations unies pour l'éducation, la science et la culture (UNESCO) a désigné ce qu'elle appelle les « centres potentiels d'excellence de formation au journalisme en Afrique », en partenariat avec l'École de journalisme de l'université Rhodes en Afrique du Sud et l'École supérieure de journalisme de Lille, rattachée à l'université de Lille, en France. Après des recherches approfondies, 12 institutions de formation au journalisme et aux médias ont été nommées sur la liste, non-classée.
Ces 12 centres potentiels d'excellence de l'UNESCO pour la formation au journalisme en Afrique sont le département de journalisme de l'université de technologie de Tshwane à Pretoria en Afrique du Sud (TUT), le département de communication de masse de l'université Makerere en Ouganda, l'école de journalisme et d'études des médias de l'université Rhodes à Grahamstown en Afrique du Sud, le département de communication de masse de l'université de Lagos au Nigeria, l'école de communication, d'études juridiques et de secrétariat de l'école polytechnique de Namibie, la Mozambican School of Journalism au Mozambique, Centre d'études des sciences et techniques de l'information au Sénégal, l'école de journalisme et de communication de masse de l'université de Nairobi au Kenya, le département de journalisme de l'university of Stellenbosch en Afrique du Sud, l'Institut supérieur de l'information et de la communication de Rabat (ISIC) au Maroc, la School of Communication Studies de l'université Walter Sisulu en Afrique du Sud et l'École supérieure de sciences et techniques de l'information et de la communication de Yaoundé au Cameroun. La liste de l'UNESCO n'est pas exhaustive et de nouvelles écoles ont été créées depuis la réalisation de l'étude.
Avec l'essor d'Internet et des réseaux sociaux au cours des cinq dernières années, la demande d'écoles de journalisme offrant une formation spécialisée dans les types de défis modernes auxquels les journalistes sont confrontés dans le paysage en évolution rapide des médias en ligne s'est accrue. L'École supérieure de journalisme et de communication E-jicom, située à Dakar, au Sénégal, est l'une de ces institutions.

### Asie

#### Inde
Contrairement au reste du monde, la presse écrite continue de croître et de prospérer en Inde, qui compte plus de 1,4 milliard d'habitants. Avec plus de 900 chaînes de télévision et plus de 100 000 publications enregistrées, l'édition numérique n'a fait qu'accroître les possibilités. Avec des dizaines de langues régionales et l'anglais comme langue de référence, les journaux indiens sont aujourd'hui publiés dans 100 langues différentes. Le gouvernement indien a créé en 1965 l'Institut indien de communication de masse (IIMC), qui compte aujourd'hui six campus en Inde. Des dizaines d'universités et d'instituts indépendants forment des professionnels du journalisme, des médias et de la communication de masse.

#### Pakistan
Le Pakistan est un grand pays d'Asie du Sud qui compte près de 220 millions d'habitants. Il dispose de tous les médias contemporains, c'est-à-dire la presse écrite, les médias en ligne et les médias sociaux, largement utilisés par les citoyens. Chaque université publique et privée a créé un institut distinct pour dispenser un enseignement en communication de masse, en journalisme et en médias. Le gouvernement pakistanais a récemment promulgué la loi de 2021 sur la protection des journalistes et des professionnels des médias afin d'offrir un environnement de travail plus sûr et plus propice aux journalistes locaux et internationaux.

### Europe

#### Allemagne
Sous le Troisième Reich, les nazis avaient créé la Reichspresseschule, où l'on apprenait aux journalistes à écrire ce que le Parti national-socialiste des travailleurs allemands voulait que le public allemand pense[réf. nécessaire].
Après la guerre, la première école de journalisme en Allemagne a été fondée en 1949 sous le nom d'Institut Werner Friedmann. En 1961, le nom de l'école a été changé en Deutsche Journalistenschule (école allemande de journalisme). En 1979, une nouvelle école de journalisme a été créée à Hambourg, rebaptisée en l'honneur du fondateur du magazine Stern, Henri Nannen.
Outre les écoles de journalisme « classiques » (Berliner Journalisten-Schule, Deutsche Journalistenschule München, Evangelische Journalistenschule Berlin, Henri-Nannen-Schule Hamburg, Kölner Journalistenschule, Zeitenspiegel-Reportageschule Reutlingen), il existe de nombreuses écoles de journalisme privées, ou des académies (Académie Axel Springer, etc.), instituts et établissements d'enseignement appartenant à des éditeurs qui forment les futurs rédacteurs pour la presse, la radio et les médias en ligne (RTL Journalistenschule für TV und Multimedia, etc.).

#### Belgique

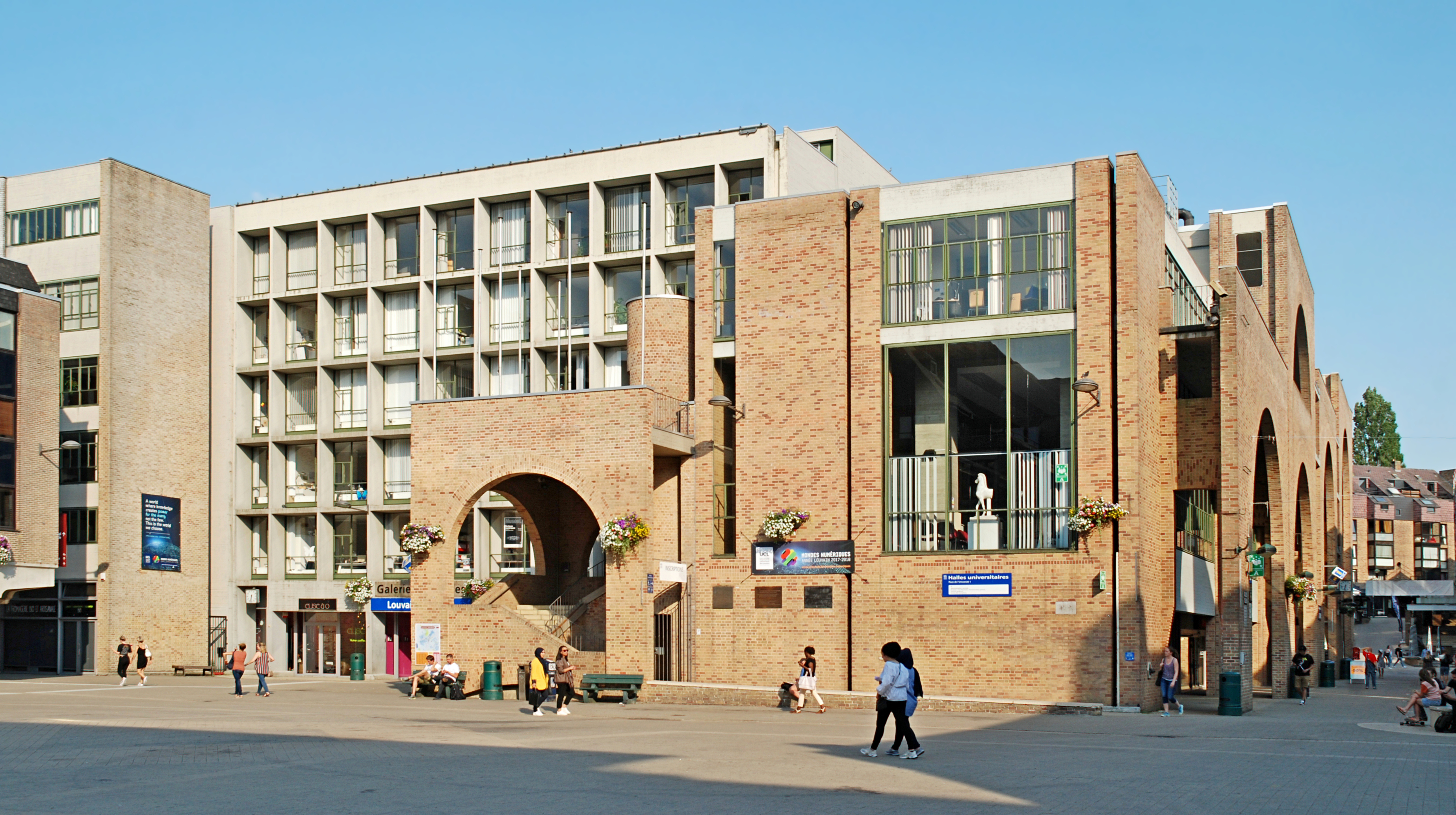
L'UCLouvain, à Louvain-la-Neuve, en 2018.

Une dizaine d'écoles et de cursus de formation au journalisme existent en Belgique. On distingue les formations universitaires et en écoles supérieures des arts (bachelier, masters et masters de spécialisation), et de l'autre les formations en Haute École.
Parmi elles, l'Institut des hautes études des communications sociales - École de journalisme de Bruxelles (IHECS), le département de journalisme de la Haute École Condorcet à Marcinelle, l'École de journalisme de Louvain (EJL), rattaché à l'université catholique de Louvain, l'École universitaire de journalisme de l'université libre de Bruxelles (ULB) ou encore l'École de journalisme de l'université de Liège.

#### Danemark
Au Danemark, l'université du Danemark du Sud a créé un programme d'études en journalisme en 1998 le « Centre for Journalism », alors fondé, tout comme l'université de Roskilde, à la suite de la décision politique de briser le monopole de l'École danoise de journalisme (DMJX) sur la formation des journalistes au Danemark. L'objectif était et reste d'accroître la diversité de l'enseignement et de la recherche dans le domaine du journalisme. Depuis sa création, le Centre for Journalism de l'université du Danemark du Sud a lancé plusieurs initiatives innovantes dans ce domaine, notamment le prix désormais renommé pour les journalistes, « The Journalistic Fellowship », et l'introduction d'un serment de journaliste similaire au serment d'Hippocrate. En outre, en termes de publications scientifiques, il s'agit du département de recherche sur le journalisme le plus productif du Danemark.

#### Europe centrale
Le Centre international des médias (Slovénie-Autriche-Serbie) propose, en coopération avec l'Organisation des médias de l'Europe du Sud-Est (SEEMO) et l'Organisation des relations publiques de l'Europe centrale et du Sud-Est (SECEPRO), plusieurs cours, y compris un programme de master[réf. nécessaire].
En Hongrie, l'Académie hongroise de journalisme Bálint György fonctionne sous l'égide de l'Association nationale des journalistes hongrois (MÚOSZ). Avant 1989, l'école hongroise de journalisme était un programme postuniversitaire très sélectif destiné aux journalistes hongrois bien formés. Depuis 2003, l'Académie de journalisme Bálint György fait partie du système d'enseignement professionnel accrédité[réf. nécessaire].
L'université métropolitaine de Budapest a été créée en 2000, et anciennement l'École supérieure de communication et de commerce de Budapest, propose aux étudiants des cours de journalisme, de communication et d'étude des médias. L'école est également en partenariat avec la télévision publique hongroise (MTVA).

#### Espagne
Selon le journal El Mundo, la meilleure école de journalisme en Espagne est l'université de Navarre. C'est la plus ancienne école de journalisme d'Espagne et elle figure parmi les 10 premières universités mondiales de taille moyenne selon le classement QS. De nombreux journalistes réputés et connus ont étudié à l'Universidad Complutense de Madrid, l'une des universités les plus prestigieuses de Madrid. La princesse Letizia d'Espagne a étudié le journalisme dans cette université, qui est la principale université publique du pays. Parmi les autres universités, citons l'université Carlos III, l'université Pompeu Fabra, l'université autonome de Barcelone et l'université pontificale de Salamanque.

#### France
En France, 14 écoles sont reconnues par la Commission paritaire nationale de l'emploi des journalistes (CPNEJ). Si le Centre de formation des journalistes (CFJ), grande école de l'université Paris-Panthéon-Assas, a été fondé en 1946 par deux résistants, l'École supérieure de journalisme de Lille, rattachée à l'université de Lille, est bien plus ancienne, fondée en 1924.
Les autres écoles de journalisme reconnues situées à Paris sont l'école de journalisme de Sciences Po, le CELSA de Sorbonne Université, l'Institut français de presse (IFP) de l'université Paris-Panthéon-Assas et l'Institut pratique du journalisme (IPJ) de l'université Paris Dauphine-PSL.
Selon le journal Le Figaro, les trois meilleures écoles de journalisme françaises sont, dans l'ordre, l'école de journalisme de Sciences Po, l'ESJ Lille et le CFJ, en 2022.
En région, on peut compter l'École de journalisme de Toulouse (EJT), l'Institut de journalisme Bordeaux Aquitaine (IJBA), rattaché à l'université Bordeaux-Montaigne, l'École de journalisme et de communication d'Aix-Marseille (EJCAM), le Centre universitaire d'enseignement du journalisme (CUEJ) de l'université de Strasbourg, le département de journalisme et de communication de l'IUT de Lannion, rattaché à l'université de Rennes ou encore l'école de journalisme de l'université Grenoble Alpes et de Sciences Po Grenoble (EJDG).

Fondée en 1899, l'École supérieure de journalisme de Paris, en France, peut prétendre au titre de première école de journalisme. Elle est aujourd'hui, ni reconnue par la profession, ni par le ministère de l'Enseignement supérieur, ni par l'État,.

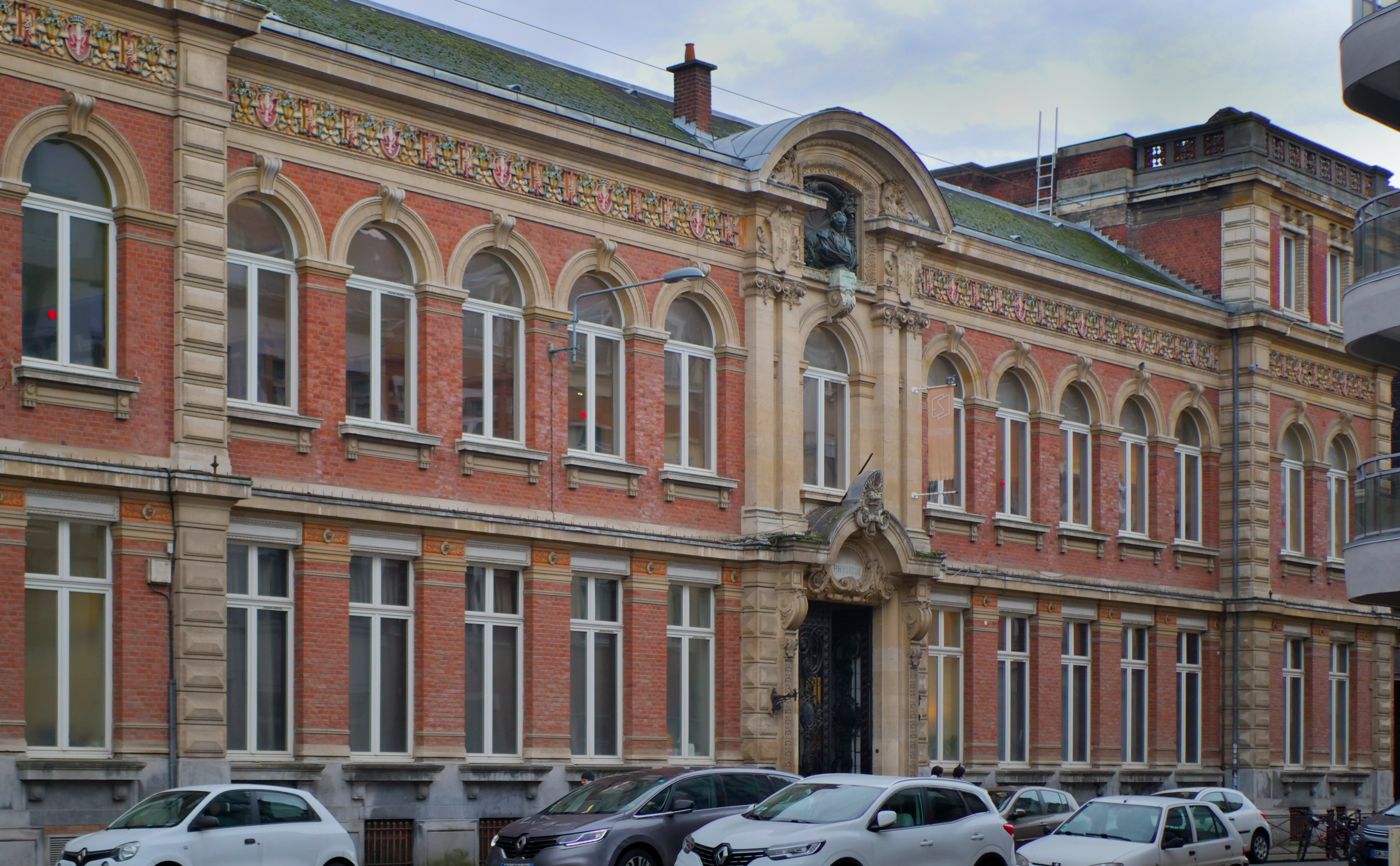
Les locaux de l'École supérieure de journalisme de Lille (ESJ Lille), installée dans le bâtiment de l'ancien Institut de Physique de Lille.
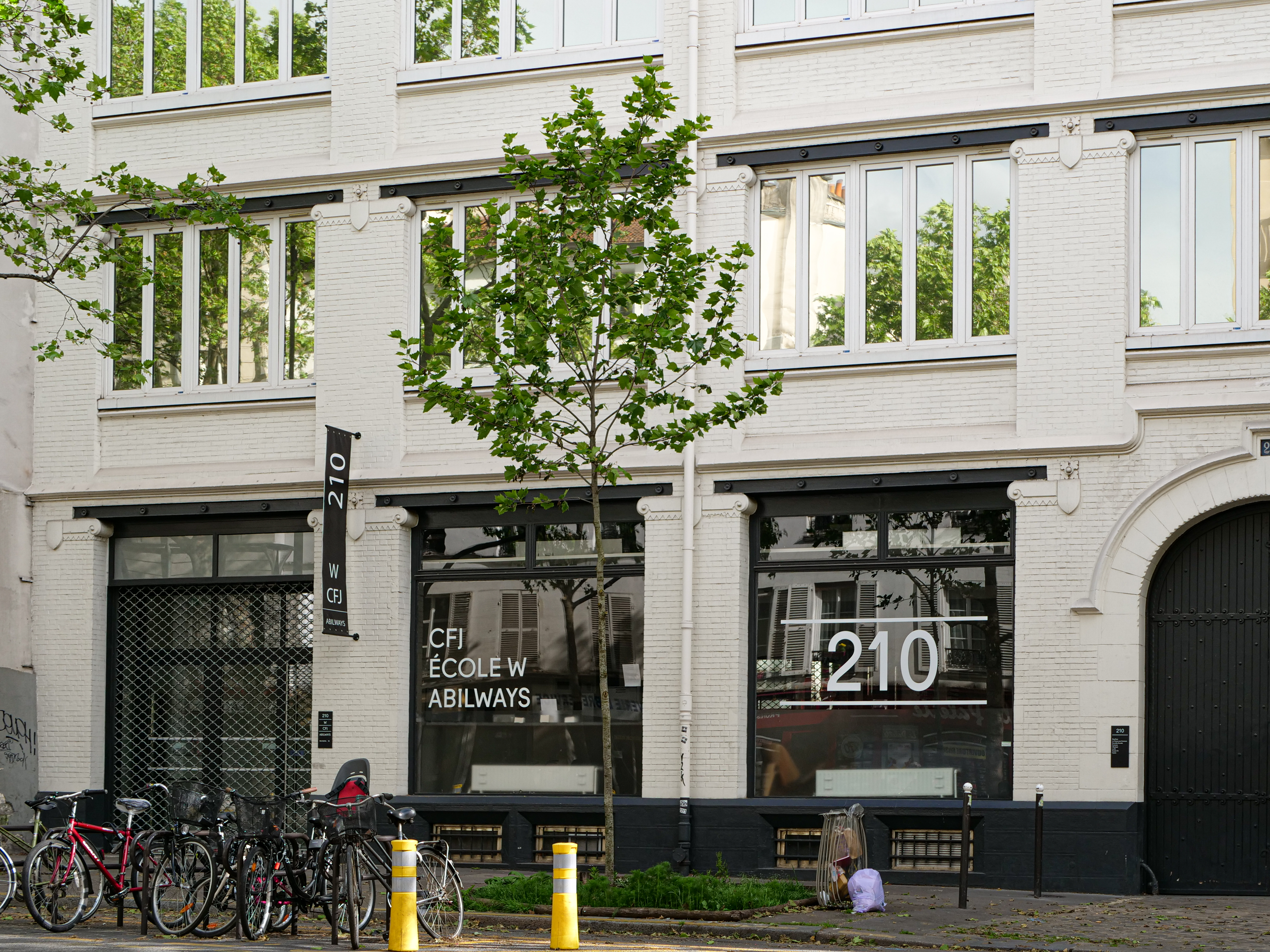
L'entrée du campus parisien du Centre de formation des journalistes, dans le 12e arrondissement de Paris.
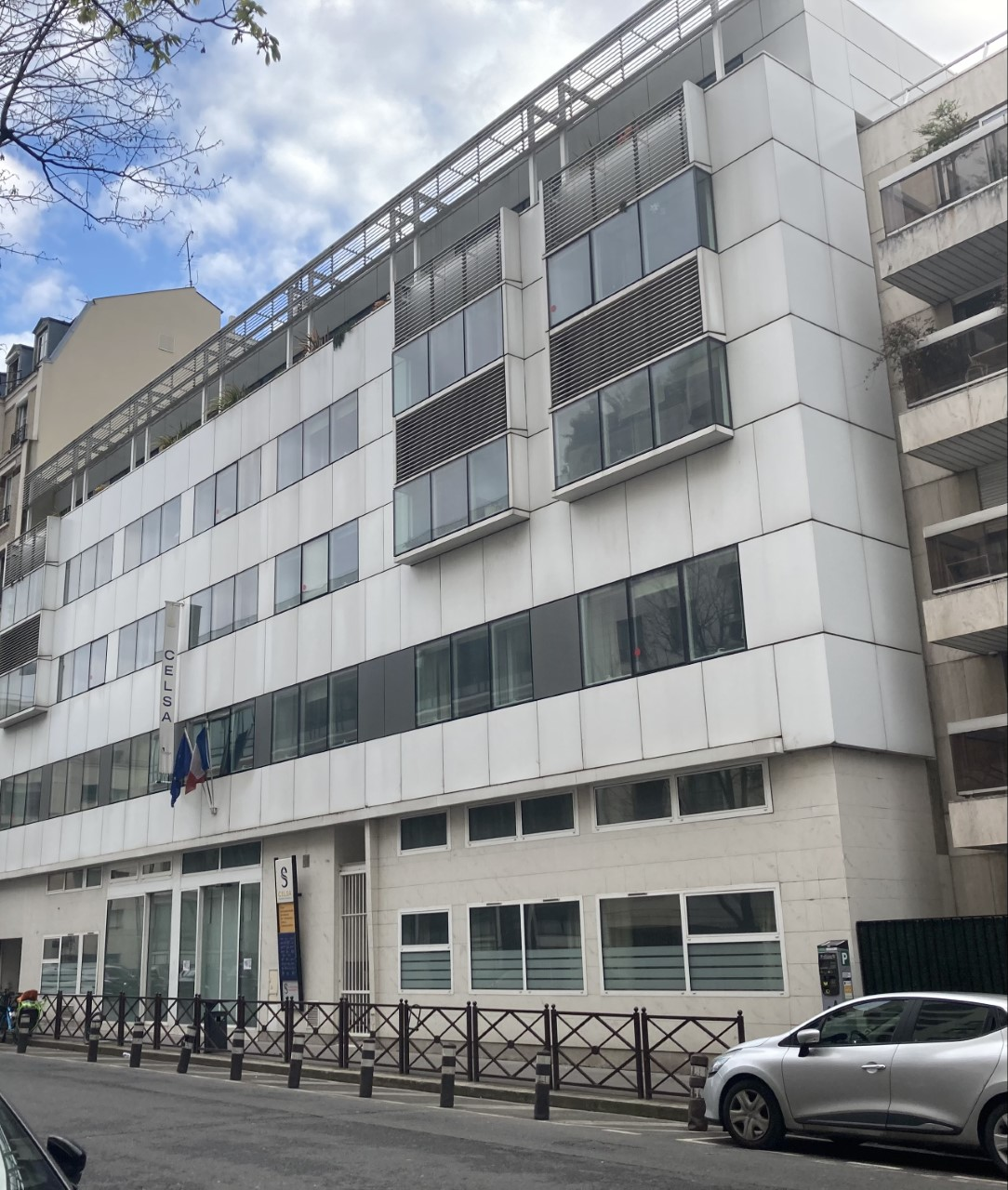
La façade du CELSA Sorbonne Université, à Neuilly-sur-Seine.
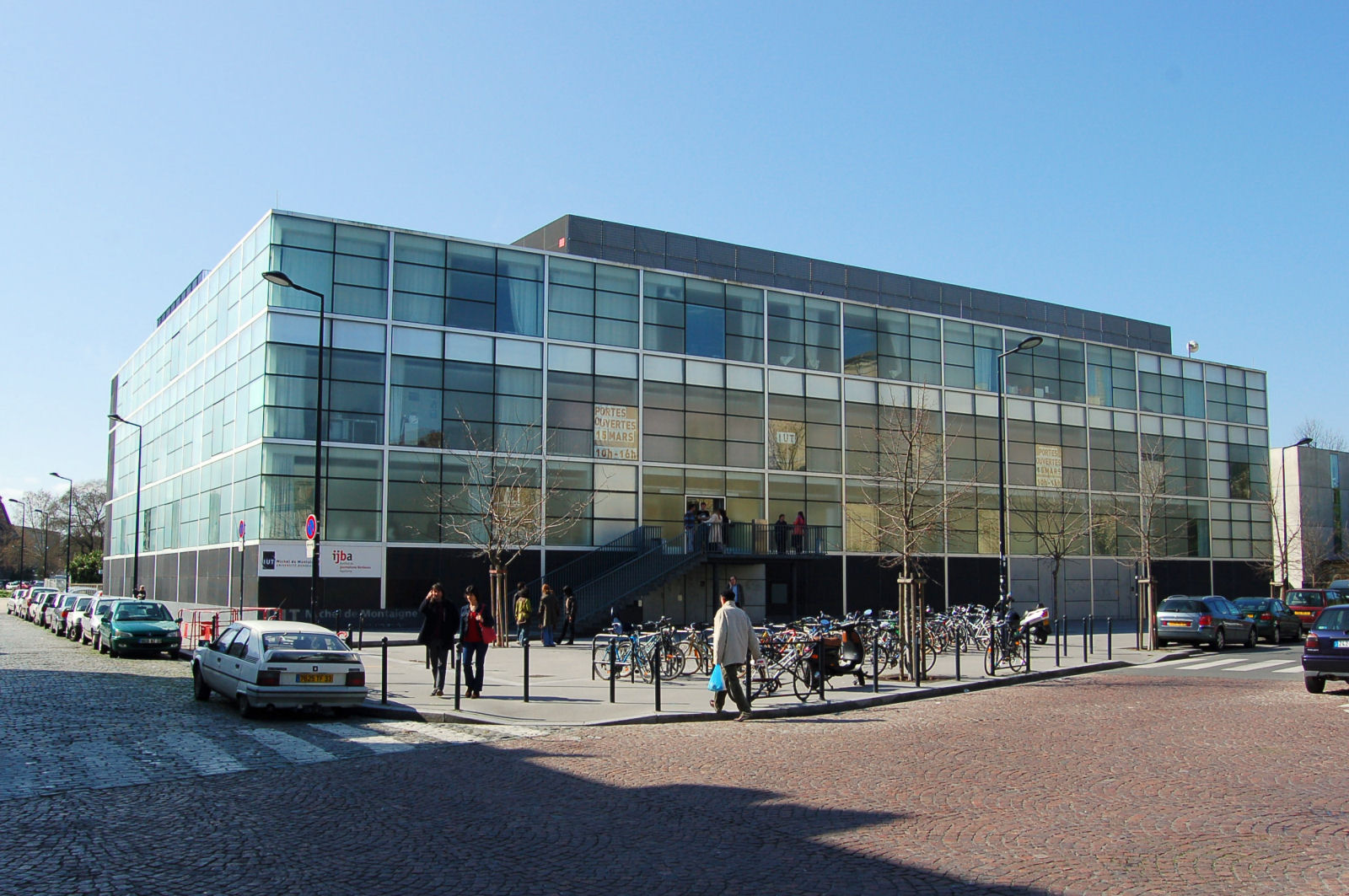
Le bâtiment de l'Institut de journalisme Bordeaux Aquitaine (IJBA), à Bordeaux.

#### Italie
En Italie, plusieurs écoles de journalisme permettent d'accéder à un diplôme de journaliste professionnel. Il existe onze écoles reconnues par l'Association des journalistes (Ordine dei giornalisti) dans le pays, dont l'École de journalisme radiophonique et télévisé de Pérouse, fondée par l'université de Pérouse et la Rai, l'École de journalisme « Walter Tobagi » de l'université de Milan, ou encore l'Institut de formation en journalisme d'Urbino.

#### Royaume-Uni
Historiquement, au Royaume-Uni, les candidats commençaient par suivre un cursus sans rapport avec les études sur les médias, ce qui leur permettait d'acquérir un maximum de connaissances, avant de suivre un cursus spécialisé de troisième cycle avant l'entrée dans la profession. Toutefois, cette situation a changé ces dernières années, la formation et l'enseignement du journalisme ayant été transférés dans des établissements d'enseignement supérieur. Plus de 60 universités britanniques proposent aujourd'hui des bachelors en journalisme. Les cours de troisième cycle sont mieux établis, certains étant reconnus par l'Union nationale des journalistes (NUJ) ou le Conseil national pour la formation des journalistes (NCTJ). Un diplôme de journalisme a été créé à l'université de Londres en 1919, mais l'enseignement universitaire du journalisme en Grande-Bretagne n'est pas devenu une activité importante avant les années 1970, avec la création du programme de troisième cycle de l'université du Pays de Galles. À partir du milieu du XXe siècle, la plupart des formations ont été gérées par le National Council for the Training of Journalists (Conseil national pour la formation des journalistes).

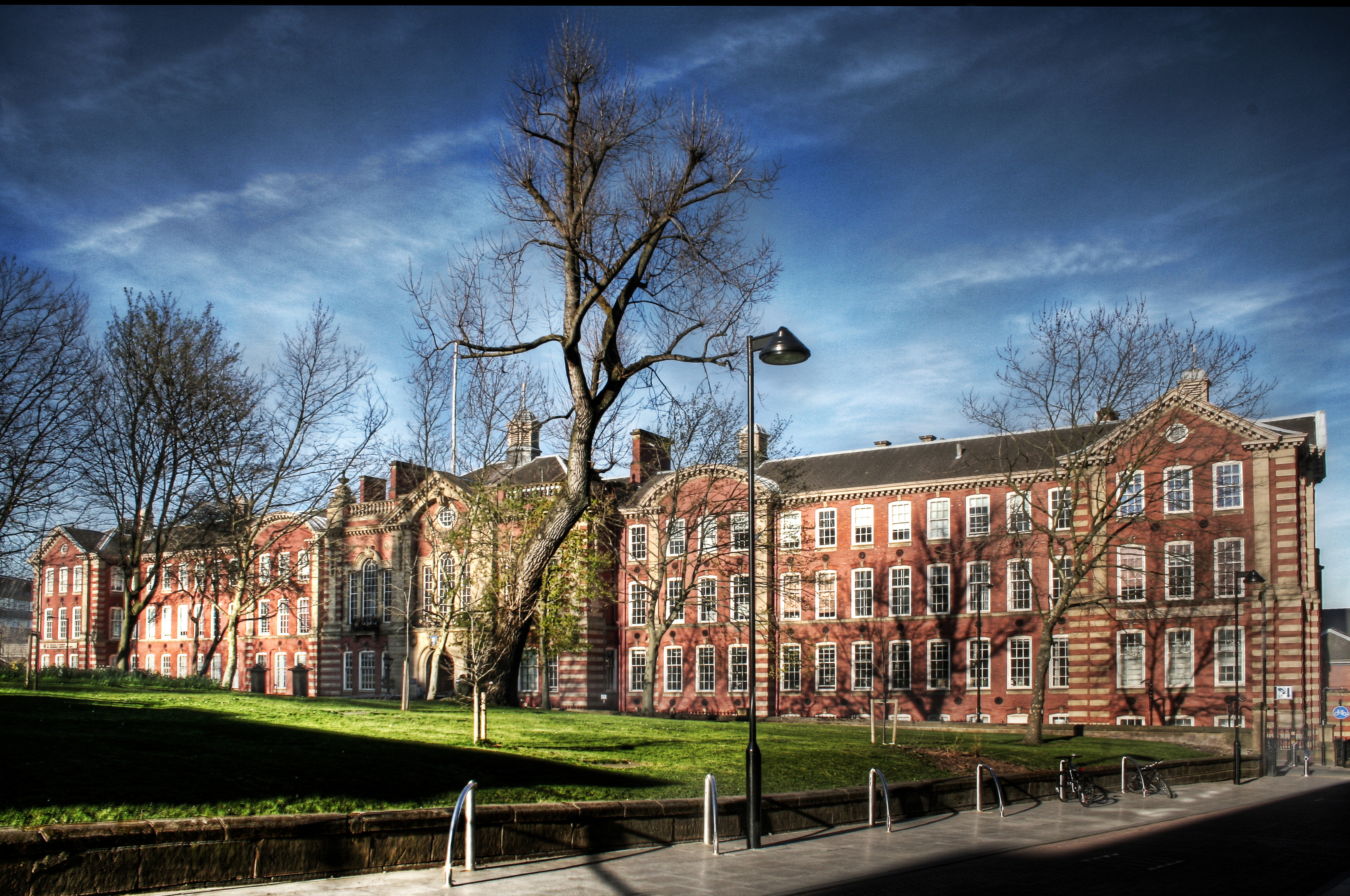
L'université de Sheffield, en Angleterre, en 2007.

Le département des études de journalisme de l'université de Sheffield est classé numéro 1 au Royaume-Uni par The Guardian (2019) pour le journalisme, l'édition et les relations publiques, et numéro 1 au Royaume-Uni par le Times/Sunday Times (2018) pour les études sur la communication et les médias. Les résultats de l'enquête nationale auprès des étudiants pour 2009 et 2010 ont placé l'université de Sheffield au premier rang au Royaume-Uni pour la satisfaction générale à l'égard des études de journalisme.
Concernant département de journalisme de la City University de Londres, The Independent a déclaré que les cours de troisième cycle de la City avaient « acquis à juste titre un statut légendaire au sein des médias ». L'ancien rédacteur en chef du Guardian, Peter Preston, a écrit : « Quel est le passeport pour le journalisme ? Les flèches rêveuses de... City University ». L'école de la City comprend les professeurs George Brock et Roy Greenslade. Parmi les anciens étudiants figurent Sophie Raworth de la BBC, Dermot Murnaghan de Sky et Faisal Islam, rédacteur en chef économique de Channel 4 News.
L'école de journalisme, des médias et des études culturelles de l'université de Cardiff, fondée en 1970 par Tom Hopkinson, est une autre formation bien établie. Cette formation a également été la mieux notée au Royaume-Uni par le National Council for the Training of Journalists pour l'année universitaire 2007-2008.
Le Centre de journalisme de l'université du Kent a été créé sous la direction du professeur Tim Luckhurst. Le centre propose des diplômes de premier et de deuxième cycle accrédités par le National Council for the Training of Journalists (Conseil national pour la formation des journalistes) et le Broadcast Journalism Training Council (Conseil de formation au journalisme de radiodiffusion). Il a été classé meilleur pour les études de journalisme de premier cycle dans le Guardian's University Guide de 2015, et dans le Times Good University Guide de 2016, où il a été classé premier pour les perspectives d'emploi des diplômés dans le domaine du journalisme.

#### Russie
En Russie, la Faculté de journalisme de l'université d'État de Moscou est la principale école de journalisme et la plus grande école de journalisme au monde. La majorité des manuels sur le journalisme en russe ont été rédigés par des scientifiques de l'université d'État de Moscou. Le département des médias de l'École supérieure d'économie est également une école de journalisme.

### Amérique du Nord

#### Canada
Au Canada, une liste (non classée) des écoles de journalisme a été établie par Canadian-Universities.net. Les écoles de journalisme sont répertoriées et classées sur la page « J-Schools & Programs » du Canadian Journalism Project.
L'École supérieure de journalisme de l'université de la Colombie-Britannique est l'une des rares écoles de journalisme du continent à ne proposer que des diplômes d'études supérieures en journalisme.

#### États-Unis

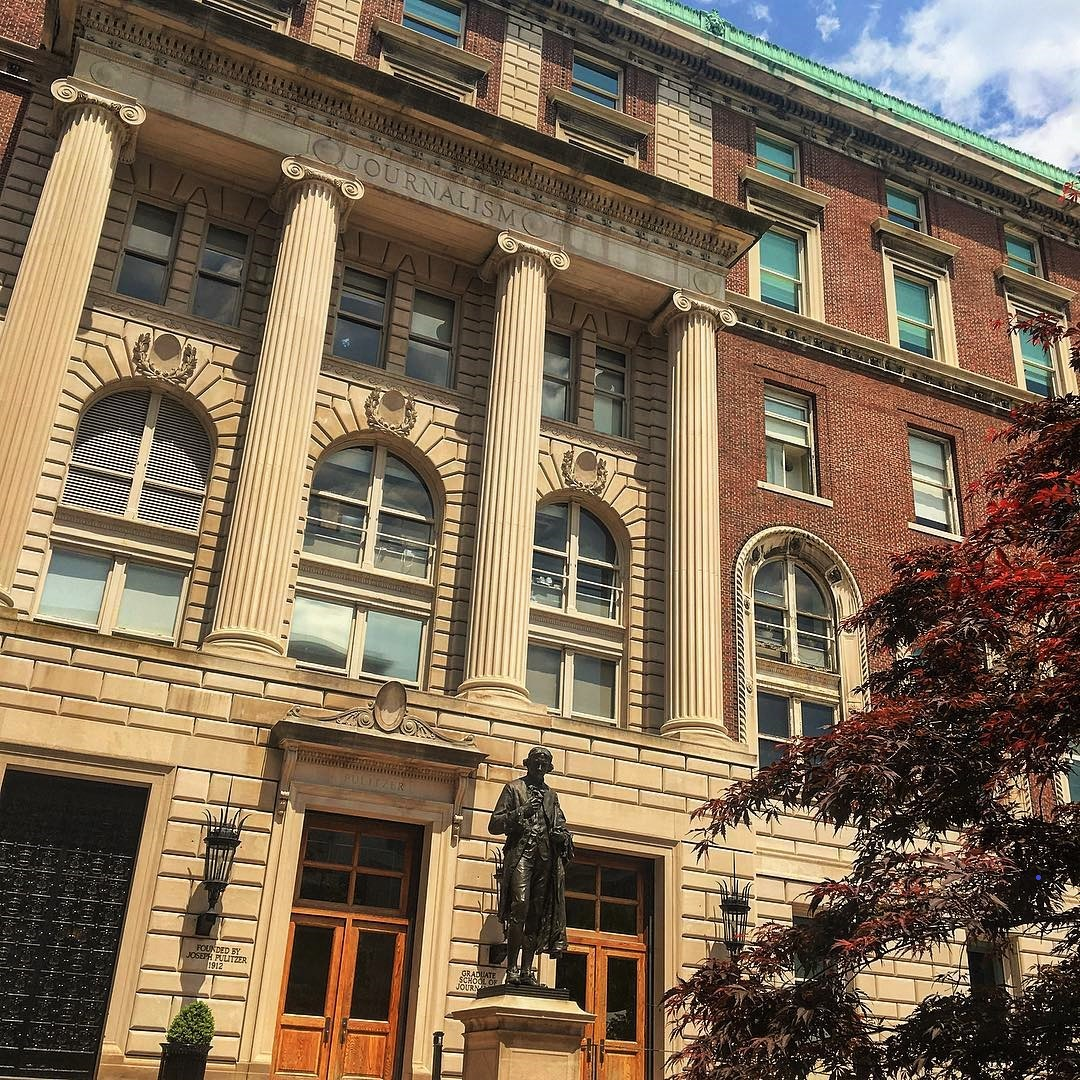
Pulitzer Hall, qui abrite l'École supérieure de journalisme de l'université Columbia.

Aux États-Unis, l'Accrediting Council on Education in Journalism and Mass Communications (ACEJMC) applique huit normes pour évaluer les programmes universitaires : mission, gouvernance et administration ; programme d'études et enseignement ; diversité et inclusion ; corps enseignant à temps plein et à temps partiel ; bourses d'études : recherche, activités créatives et professionnelles ; services aux étudiants ; ressources, installations et équipements ; service professionnel et public ; et évaluation des résultats de l'apprentissage. L'ACEJMC a accrédité 109 programmes d'études universitaires et collégiales en journalisme et communication de masse, mais ne tente pas de classer les cours ou les programmes. Il accrédite des collèges, des écoles, des départements ou des divisions.
L'inscription d'une unité sur la liste des unités accréditées indique que celle-ci a été jugée conforme aux normes de l'ACEJMC. Ce jugement est rendu à l'issue d'une auto-évaluation préparée par le corps enseignant et l'administration de l'unité et d'une évaluation indépendante de l'unité par des éducateurs et des praticiens. La liste présente les programmes de licence et de master professionnel qui ont été examinés lors de la dernière évaluation d'accréditation de l'unité. Certaines unités proposent des diplômes en plus de ceux énumérés ici. L'ACEJMC n'accrédite pas les programmes menant au doctorat, qui est considéré comme un diplôme de recherche (et non comme un diplôme professionnel). Le Conseil ne dresse pas de liste de séquences ou de spécialités.
Fondée en 1908, l'École de journalisme du Missouri (Missouri School of Journalism) de l'université du Missouri à Columbia prétend au titre de première école de journalisme.
Il n'existe que trois écoles de journalisme dispensant exclusivement des études supérieures (graduate) aux États-Unis (équivalent au master en France) : Columbia School of Journalism de l'université Columbia, l'École supérieure de journalisme Craig Newmark de l'université de la ville de New York et l'École supérieure de journalisme de l'UC Berkeley.
De nombreuses universités proposent des programmes de premier et de deuxième cycle au sein d'écoles professionnelles spécialisées. Le département de journalisme et de communication de masse Henry W. Grady de l'université de Géorgie et l'école de journalisme et de médias UNC Hussman de l'université de Caroline du Nord à Chapel Hill en sont deux exemples.
Editor & Publisher a présenté une liste non classée des principales écoles de journalisme américaines, tandis que le magazine américain U.S. News & World Report produit des listes annuelles des meilleures écoles dans les domaines de la publicité, de la presse écrite et d'autres catégories, sur la base des réponses à des questionnaires envoyés aux doyens et aux membres des facultés. Une liste basée sur diverses ressources prétend identifier les « dix écoles de journalisme les plus populaires aux États-Unis ». Une critique a souligné la nature anecdotique de la plupart des classements d'écoles de journalisme américaines en l'absence d'un suivi efficace des parcours professionnels des diplômés en journalisme aux États-Unis.

### Océanie

#### Australie
En Australie, un classement des écoles de journalisme a été établi sur la base de l'évaluation par les étudiants diplômés de la qualité de leurs cours. Le classement, basé sur les taux de satisfaction des étudiants sur quatre ans, est le suivant : J-School Journalism College à Brisbane, University of the Sunshine Coast dans le Queensland, University of Western Sydney, Murdoch University en Australie-Occidentale et University of Technology, Sydney. Les chiffres indiquent un taux de satisfaction de 100 % parmi les étudiants de la Bond University et de la J-School (toutes deux dans le Queensland), et de 85 % parmi les étudiants des universités de Canberra, de Newcastle et de la Sunshine Coast. Les taux d'emploi sont variables : on estime que 20 % des diplômés en journalisme de l'université obtiennent un poste de journaliste dans les médias, alors que la J-School affiche un taux d'emploi de 63 %. Une liste des diplômés en journalisme occupant un emploi montre que les universités technologiques basées dans les villes comptent le plus grand nombre de diplômés occupant des postes dans les médias, notamment QUT à Brisbane, RMIT à Melbourne et UTS à Sydney. Les plus gros employeurs sont l'Australian Broadcasting Corporation, Channel Nine, Channel Seven, le Sydney Morning Herald et le Special Broadcasting Service, bien qu'il y ait eu de nombreuses réductions d'effectifs dans les salles de rédaction depuis que ces chiffres ont été rassemblés.

#### Nouvelle-Zélande
La New Zealand Training Organisation a publié une liste des écoles de journalisme de Nouvelle-Zélande reconnues par l'industrie,.
L'Institut néo-zélandais d'études commerciales (New Zealand Institute of Business Studies) enseigne le journalisme indépendant et l'écriture non romanesque depuis plus de 20 ans. La formation est moins axée sur les études que sur les activités rémunératrices. Les diplômés reçoivent tous les quinze jours une liste d'offres d'emploi dans le domaine du journalisme.

### Liste des écoles et cursus en journalisme dans le monde
- Études de journalisme en France
- Études de journalisme en Belgique